# Dracy-le-Fort
Pour les articles homonymes, voir Dracy (homonymie) et Le Fort.
Dracy-le-Fort est une commune française située dans le département de Saône-et-Loire, en région Bourgogne-Franche-Comté.
La ville est connue surtout grâce à sa clinique orthopédique, spécialisée sur les articulations (genoux, chevilles, hanches…).

## Géographie
Située à environ 5 kilomètres de Chalon-sur-Saône.

### Hydrographie
L'Orbise passe par ce village.

### Climat
Pour des articles plus généraux, voir Climat de la Bourgogne-Franche-Comté et Climat de Saône-et-Loire.
En 2010, le climat de la commune est de type climat océanique dégradé des plaines du Centre et du Nord, selon une étude du Centre national de la recherche scientifique s'appuyant sur une série de données couvrant la période 1971-2000. En 2020, Météo-France publie une typologie des climats de la France métropolitaine dans laquelle la commune est dans une zone de transition entre le climat océanique altéré et le climat océanique altéré et est dans la région climatique Bourgogne, vallée de la Saône, caractérisée par un bon ensoleillement (1 900 h/an), un été chaud (18,5 °C), un air sec au printemps et en été et des vents faibles.
Pour la période 1971-2000, la température annuelle moyenne est de 11,3 °C, avec une amplitude thermique annuelle de 17,8 °C. Le cumul annuel moyen de précipitations est de 816 mm, avec 11,1 jours de précipitations en janvier et 7,2 jours en juillet. Pour la période 1991-2020, la température moyenne annuelle observée sur la station météorologique de Météo-France la plus proche, « Chalon-Champforgueil », sur la commune de Champforgeuil à 6 km à vol d'oiseau, est de 11,4 °C et le cumul annuel moyen de précipitations est de 736,5 mm. 
La température maximale relevée sur cette station est de 39,7 °C, atteinte le 12 août 2003 ; la température minimale est de −17,6 °C, atteinte le 20 décembre 2009,,.
Les paramètres climatiques de la commune ont été estimés pour le milieu du siècle (2041-2070) selon différents scénarios d'émission de gaz à effet de serre à partir des nouvelles projections climatiques de référence DRIAS-2020. Ils sont consultables sur un site dédié publié par Météo-France en novembre 2022.

## Urbanisme

### Typologie
Au 1er janvier 2024, Dracy-le-Fort est catégorisée commune rurale à habitat dispersé, selon la nouvelle grille communale de densité à sept niveaux définie par l'Insee en 2022.
Elle appartient à l'unité urbaine de Givry, une agglomération intra-départementale regroupant deux  communes, dont elle est une commune de la banlieue,,. Par ailleurs la commune fait partie de l'aire d'attraction de Chalon-sur-Saône, dont elle est une commune de la couronne,. Cette aire, qui regroupe 109 communes, est catégorisée dans les aires de 50 000 à moins de 200 000 habitants,.

### Occupation des sols
L'occupation des sols de la commune, telle qu'elle ressort de la base de données européenne d’occupation biophysique des sols Corine Land Cover (CLC), est marquée par l'importance des territoires agricoles (63,6 % en 2018), en diminution par rapport à 1990 (71,8 %). La répartition détaillée en 2018 est la suivante : terres arables (26,9 %), zones agricoles hétérogènes (24,3 %), zones urbanisées (20 %), prairies (12,4 %), zones industrielles ou commerciales et réseaux de communication (8,8 %), forêts (7,6 %), mines, décharges et chantiers (0,1 %). L'évolution de l’occupation des sols de la commune et de ses infrastructures peut être observée sur les différentes représentations cartographiques du territoire : la carte de Cassini (XVIIIe siècle), la carte d'état-major (1820-1866) et les cartes ou photos aériennes de l'IGN pour la période actuelle (1950 à aujourd'hui).

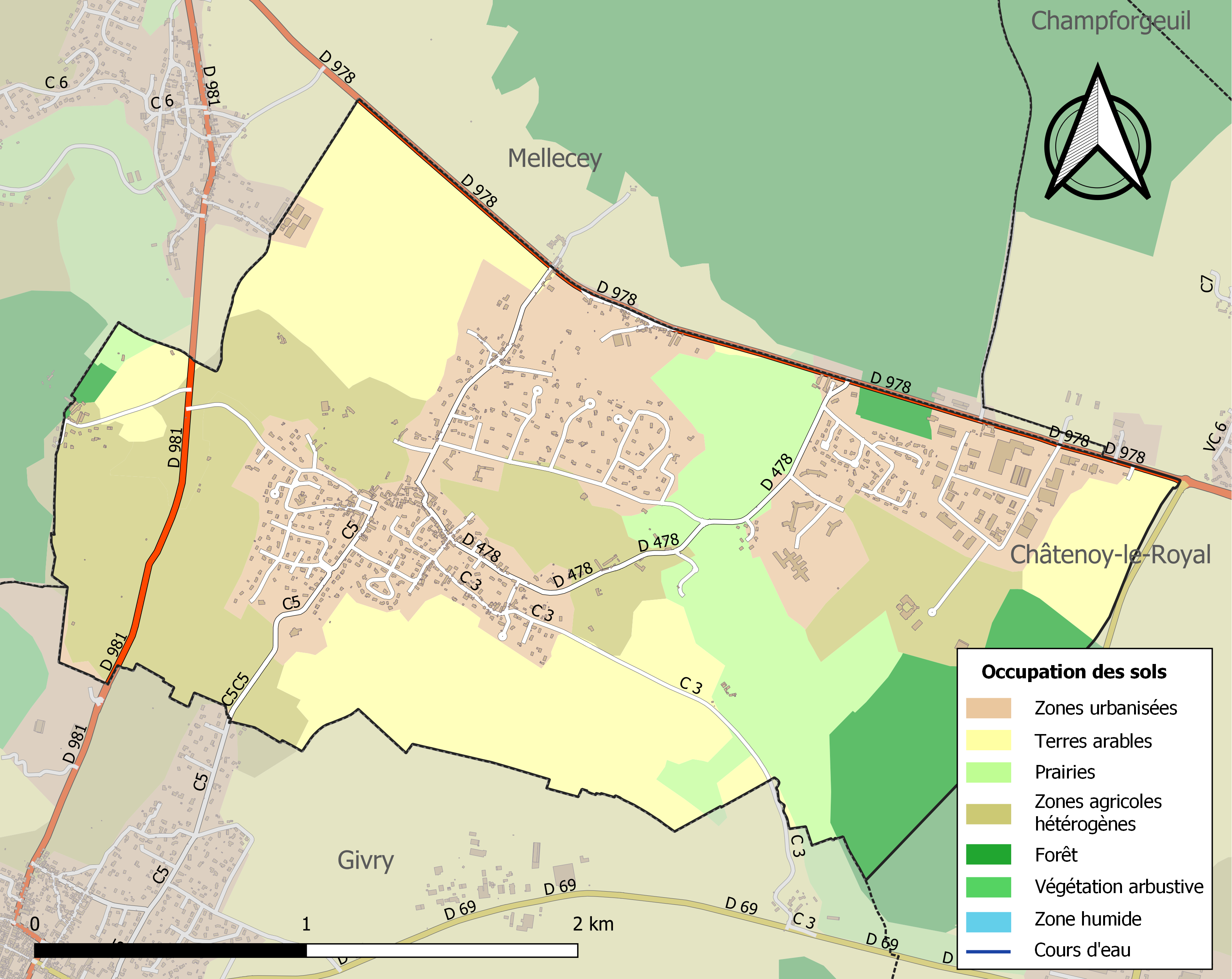
Carte des infrastructures et de l'occupation des sols de la commune en 2018 (CLC).

## Toponymie
Autrefois Draccium puis Draciacum.

## Histoire

### Moyen Âge
Le village a donné nom à ses seigneurs. L'un d'eux, Robert de Dracy, a signé la charte de fondation de l'abbaye de Maizières, en 1131.

### Période moderne
Jacques-Philippe Fyot de Neuilly fit ériger Dracy en comté, en 1754.

## Politique et administration

### Listes des maires
| Période                                  | Période       | Identité          | Étiquette | Qualité |
| ---------------------------------------- | ------------- | ----------------- | --------- | ------- |
| mai 1953                                 | mars 1983     | Dominique Gauvain |           |         |
| mars 1983                                | 30 avril 2015 | Christian Wagener | RPR-UMP   |         |
| 30 avril 2015                            | en cours      | Olivier Grosjean  |           |         |
| Les données manquantes sont à compléter. |               |                   |           |         |

## Population et société

### Démographie

#### Évolution démographique
L'évolution du nombre d'habitants est connue à travers les recensements de la population effectués dans la commune depuis 1793. Pour les communes de moins de 10 000 habitants, une enquête de recensement portant sur toute la population est réalisée tous les cinq ans, les populations de référence des années intermédiaires étant quant à elles estimées par interpolation ou extrapolation. Pour la commune, le premier recensement exhaustif entrant dans le cadre du nouveau dispositif a été réalisé en 2004.

En 2022, la commune comptait 1 471 habitants, en évolution de +15,83 % par rapport à 2016 (Saône-et-Loire : −1,06 %, France hors Mayotte : +2,11 %).
| 1793 | 1800 | 1806 | 1821 | 1831 | 1836 | 1841 | 1846 | 1851 |
| ---- | ---- | ---- | ---- | ---- | ---- | ---- | ---- | ---- |
| 504  | 478  | 556  | 637  | 651  | 710  | 664  | 680  | 654  |

| 1856 | 1861 | 1866 | 1872 | 1876 | 1881 | 1886 | 1891 | 1896 |
| ---- | ---- | ---- | ---- | ---- | ---- | ---- | ---- | ---- |
| 665  | 614  | 630  | 640  | 623  | 665  | 656  | 642  | 628  |

| 1901 | 1906 | 1911 | 1921 | 1926 | 1931 | 1936 | 1946 | 1954 |
| ---- | ---- | ---- | ---- | ---- | ---- | ---- | ---- | ---- |
| 622  | 537  | 553  | 504  | 503  | 502  | 446  | 460  | 489  |

| 1962 | 1968 | 1975 | 1982 | 1990  | 1999  | 2004  | 2006  | 2009  |
| ---- | ---- | ---- | ---- | ----- | ----- | ----- | ----- | ----- |
| 458  | 443  | 514  | 908  | 1 103 | 1 092 | 1 227 | 1 321 | 1 326 |

| 2014  | 2019  | 2022  | - | - | - | - | - | - |
| ----- | ----- | ----- | - | - | - | - | - | - |
| 1 279 | 1 458 | 1 471 | - | - | - | - | - | - |

### Enseignement
Sur le territoire de la commune de Dracy-le-Fort, une école maternelle et primaire dispense l'enseignement.

### Santé
- Centre orthopédique médico-chirurgical.

## Économie

Les vignobles de la côte chalonnaise.

## Culture locale et patrimoine

### Lieux et monuments

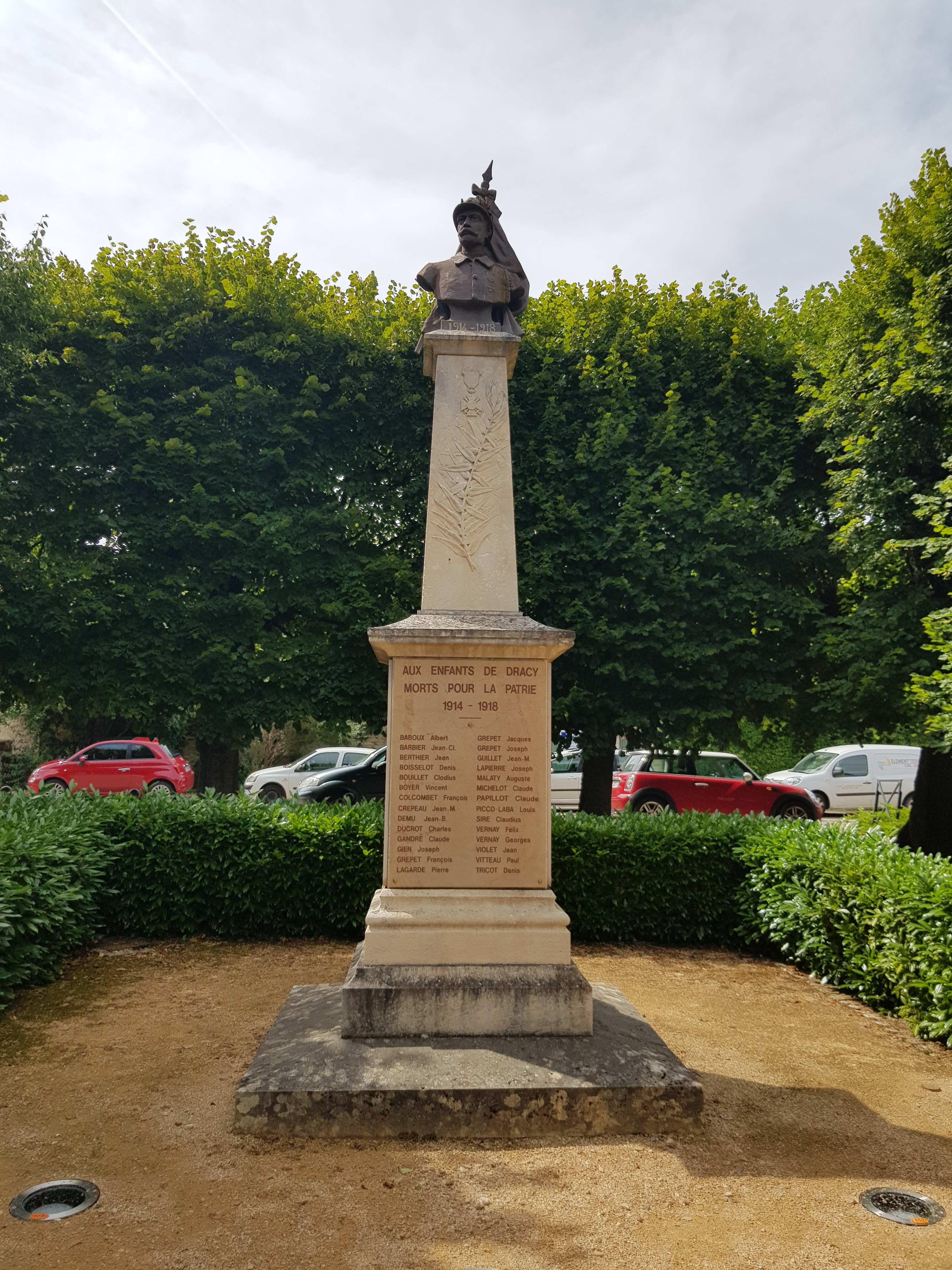
Monument aux morts.

- Château de Dracy-le-Fort, XVIIe siècle, sur motte féodale.
- Église Saint-Bénigne XIXe siècle, néo-romane : crucifix bois.
- Quatre moulins à eau.
- Une borne armoriée du XVe siècle.
- Lavoir, XIXe siècle.
- Maisons bourguignonnes à tuile plate.
- Maison à tourelle.
- Rives de l'Orbise.
- Anciennes carrières.

### Héraldique
Blasonnement : D'argent à deux lances de gueules passées en sautoir, à l'écusson de sinople chargé d'un dragon d'or, brochant sur le tout.